# Karl Spitzner
Karl Spitzner (* 5. November 1876 in Dresden; † 19. Januar 1951 in Essen; vollständiger Name: Karl Justus Friedrich Spitzner) war ein deutscher Bergbeamter im höheren Dienst und Sammler von bergmännischem Kulturgut.

## Leben und Beruf
Geboren im Hause Körnerstraße 7 als Sohn des praktischen Arztes Carl Spitzner und jüngster Bruder des späteren Landgerichtsrates Reinhard Spitzner, besuchte Karl Spitzner zunächst das Knaben-Institut der privaten Lehr- und Erziehungsanstalt von Alexander Bochow in Dresden und anschließend bis 1896 das Königliche Gymnasium in der Dresdner Neustadt. Es folgten ein den weiteren Lebens- und Berufsweg prägendes montanwissenschaftliches Studium an der damaligen Königlichen Bergakademie in Freiberg und eine 35-jährige Tätigkeit als Bergbeamter im sächsischen Staatsdienst. Seine umfangreiche bergmännische Sammlung veräußerte er 1938 im Zuge seiner Zurruhesetzung an die Museen in Freiberg und Zwickau.

### Studium an der Bergakademie Freiberg
Zum „Lehrjahr“ 1896/97 schrieb sich Karl Spitzner an der Bergakademie in Freiberg ein, wo er am 24. Mai 1898 Mitglied des Corps Montania wurde. Außerdem gehörte er dem Corps Marcomannia Dresden an. 1900 schloss er sein Studium mit dem Markscheider-Diplom ab. Karl Spitzner war damit zu Beginn des 20. Jahrhunderts der erste aus der Dresdner Linie der Familie Spitzner, der sich beruflich dem Bergbau zuwandte. Sein Onkel Gustav Friedrich Spitzner (* 12. Juni 1844 in Dresden; † 16. November 1910 in Dresden) hatte 1864/67 zwar einige Zeit als „Akademist“ in Freiberg verbracht, war jedoch schließlich dauerhaft in die sächsische Zoll- und Steuerverwaltung eingetreten. Karl Spitzner bestand 1901 die ergänzende Diplomprüfung als Bergingenieur und wurde 1903 zum Bergreferendar ernannt.

### Bergbeamter in Sachsen
Zwischen 1903 und 1938 wirkte Spitzner als Bergbeamter in Oelsnitz/Erzgeb., Freiberg und vor allem in Dresden. Seine berufliche Laufbahn begann er als königlich-sächsischer Berginspektionsassistent in Oelsnitz. Die Zuständigkeit der Bergaufsicht Oelsnitz erstreckte sich auf den Steinkohlenbergbau im Gebiet der Amtshauptmannschaften Chemnitz und Glauchau. Am 9. Mai 1904 heiratete er in Freiberg Charlotte Hildebrand (* 3. Juni 1880 in Freiberg; † 10. November 1953 in Essen), eine Tochter des Präzisionsmechanikers Max Hildebrand, seit 1873 Teilinhaber der feinmechanischen Werkstätte August Lingke & Co. in Freiberg, und seiner Ehefrau Maria Ockel (* 25. März 1842 in Frankenfelde bei Luckenwalde; † 13. Juli 1908 in Freiberg). Im folgenden Jahr veröffentlichte Spitzner im Jahrbuch für das Berg- und Hüttenwesen im Königreich Sachsen einen Fachbeitrag zur untertägigen Arbeitssicherheit.

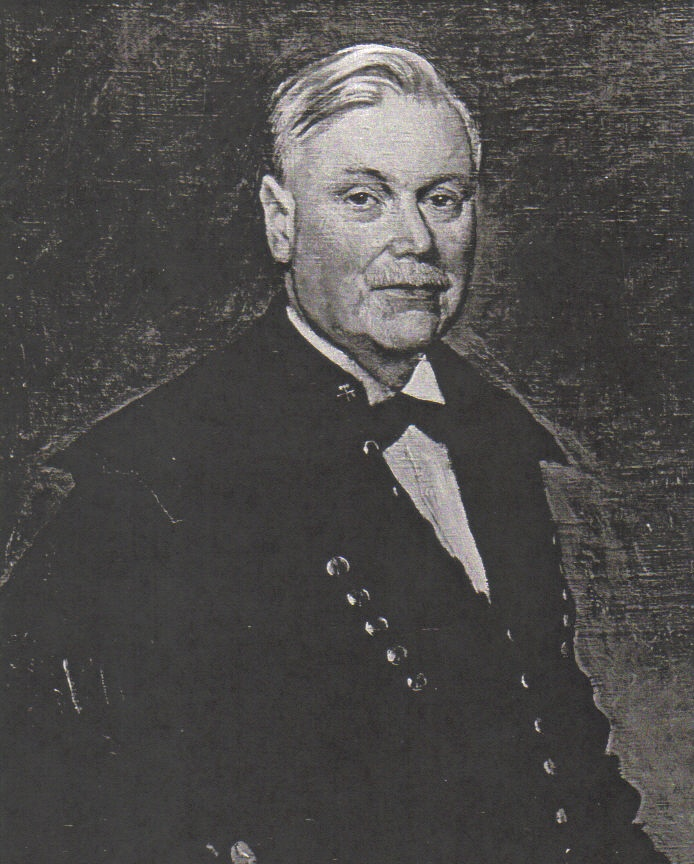
Karl Spitzner, Vorstand des Bergamtes Dresden, mit Bergkittel

#### Assessor des Bergfachs in Oelsnitz und Freiberg
Im Zuge seiner beruflichen Tätigkeit in Oelsnitz, wo das erste Kind Karl-Walter (* 18. Februar 1905; † 27. November 1992 in Unterägeri/Schweiz) geboren wurde, legte Spitzner am 3. Juni 1907 die Prüfung als Assessor des Bergfachs ab und wechselte – nunmehr als Berginspektor – zur Berginspektion Freiberg III, die zu dieser Zeit für die ganz oder teilweise unterirdisch betriebenen gewerblichen Bergwerke in Sachsen zuständig war. Bald darauf folgte die Geburt der Tochter Sigrid (* 24. Februar 1909 in Freiberg; † 23. September 1977 in Zug/Schweiz). Die Zuständigkeit der Berginspektion Freiberg erweiterte sich währenddessen um den Erzbergbau, soweit dieser nicht den Berginspektionen Dresden, Zwickau I und Zwickau II zugewiesen war.
Ab 1913 unterrichtete Karl Spitzner im Nebenamt an der Königlichen Bergschule in Freiberg. Während des Ersten Weltkriegs, an dem er ab 1914 als Unteroffizier teilnahm, wurden ihm das Eiserne Kreuz 2. Klasse und sodann das silberne Militärverdienstkreuz des bulgarischen Nationalordens 5. Klasse mit Schwertern verliehen.

#### Vorstand des Bergamtes Dresden
Nach seiner Rückkehr aus dem Krieg wirkte Spitzner zunächst bei der damaligen Berginspektion Dresden. Auf Grund des Allgemeinen Berggesetzes für das Königreich Sachsen vom 31. August 1910 war diese für den Steinkohlenbergbau im Gebiet der Weißeritz, den Braunkohlenbergbau in der Kreishauptmannschaft Bautzen sowie für den Erzbergbau im Altenberger Bergbaurevier und in der Kreishauptmannschaft Bautzen zuständig.
Spätestens 1920 führte Spitzner als Vorstand der Berginspektion Dresden die Dienstbezeichnung Regierungsbergrat. 1923 wurde die Berginspektion Dresden in ein Bergamt umgewandelt, das für den gesamten Bergbau rechts der Elbe und in den links der Elbe gelegenen Teilen der Amtshauptmannschaften Dresden und Pirna zuständig war. Als Vorstand des Bergamtes gehörte er zugleich als außerordentliches Mitglied dem übergeordneten Oberbergamt Freiberg an. Ferner vertrat er das Bergamt Dresden im Grubensicherheitsamt in der Untergruppe Braunkohlenbergbau.
Im Jahr 1938 zog sich Karl Spitzner, der mit seiner Familie im stadteigenen Haus Körnerstraße 7 lebte, als Oberregierungsbergrat nach 35-jähriger Tätigkeit gesundheitsbedingt in den vorzeitigen Ruhestand zurück. Er verstarb 1951 in Essen, wo seine Tochter Sigrid Schrader geb. Spitzner seit den 30er Jahren lebte. Sein Sohn Karl-Walter Spitzner wanderte 1949 mit seiner Familie nach Südafrika aus.

### Bergmännische Sammlung
Während sein Vater als Sammler von Porzellan hervortrat und sein ältester Bruder sich der Familienforschung sowie der Schriftstellerei zuwandte, sammelte Karl Spitzner mit Akribie bergmännisches Kulturgut aus mehreren Jahrhunderten. Seine umfangreiche Sammlung und die zugehörige Bibliothek verkaufte er 1938 nach längeren Verhandlungen an das Stadt- und Bergbaumuseum Freiberg, das einen Teil des Bestandes zum Silberbergbau erhielt, und an das König-Albert-Museum in Zwickau unter seinem damaligen Direktor Rudolf von Arps-Aubert. Neben Gebrauchsgegenständen verschiedener Art wie Bergbarten, Froschlampen und Häckel sowie Büchern enthielt die Sammlung Spitzners, an deren Erwerb zeitweise auch das Bergbaumuseum Bochum interessiert war, ferner figürliche Darstellungen, Münzen, Kupferstiche, Aquarelle, Lithografien und Handzeichnungen. Die aus Elfenbein geschnitzten und gedrechselten Gefäße und Bergmannsfiguren aus dem 18. und 19. Jahrhundert zählen zu den bedeutendsten Stücken in der heutigen Zwickauer Sammlung, die 1939 erstmals der Öffentlichkeit vorgestellt werden konnte.

## Werke
- Die Verhütung des unzeitigen Schließens der Aufsetzvorrichtung sowie der hierdurch bedingten Gefahren, in: Jahrbuch für das Berg- und Hüttenwesen im Königreiche Sachsen. Jahrgang 1905. Auf Anordnung des Königlichen Finanzministeriums herausgegeben von C. Menzel. Craz & Gerlach, Freiberg o. J., S. 17 ff. (tu-freiberg.de), abgerufen am 10. September 2011